# Friedrich-Naumann-Straße (Weimar)

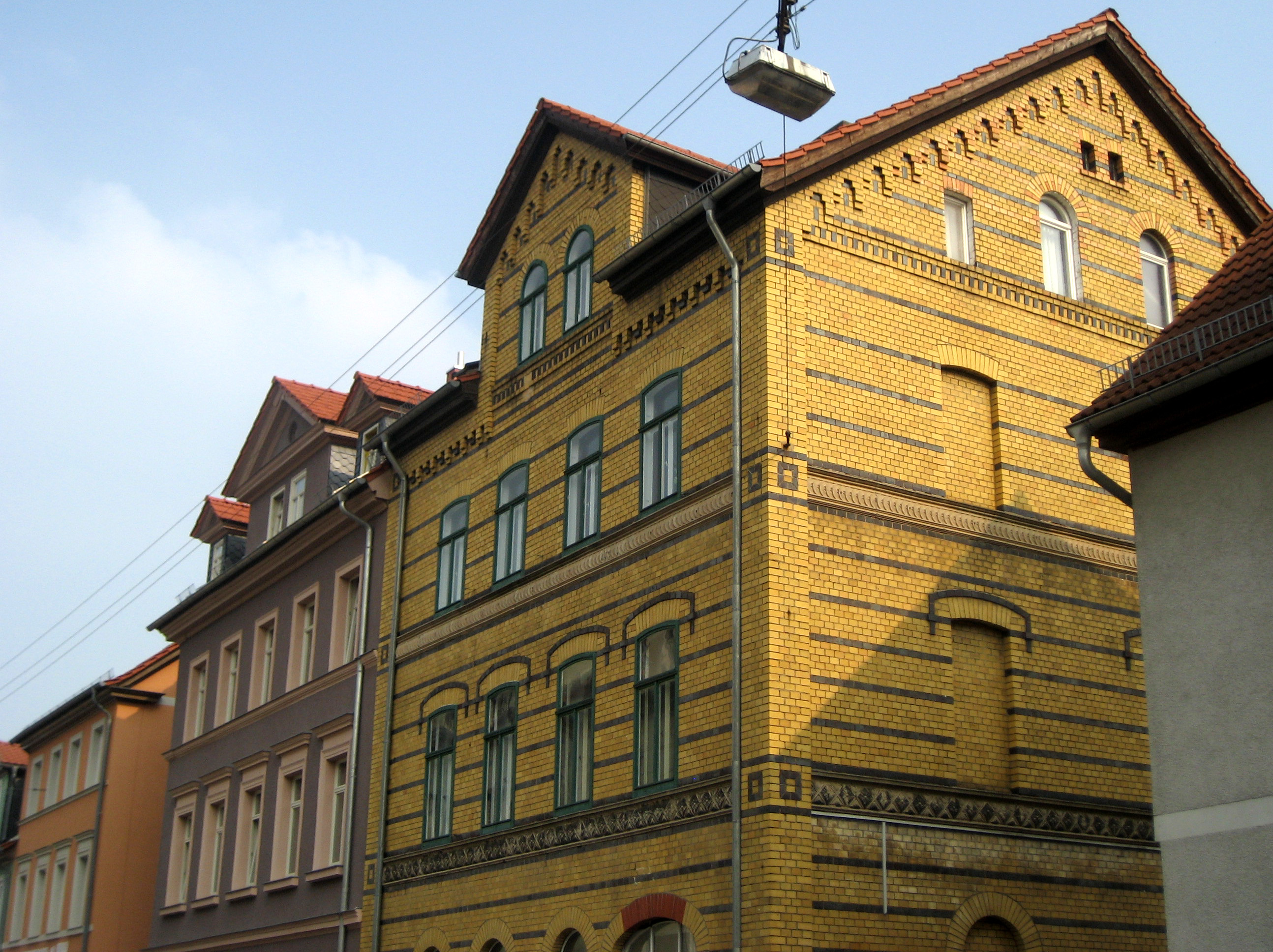
Häuser in der Friedrich-Naumann-Straße

Die am 4. Mai 1945 nach Friedrich Naumann benannte Friedrich-Naumann-Straße liegt in der Weimarer Nordvorstadt und war einst ein Straßenabschnitt der Falkstraße. Die Benennung nach dem Sozialreformer Friedrich Naumann erfolgte 1875. Der als Friedrich-Naumann-Straße bezeichnete Straßenabschnitt reicht von der Falkstraße bis zur Ernst-Thälmann-Straße. Sie liegt  im Postleitzahlenbereich 99423.

## Geschichte
Die Häuser Friedrich-Naumann-Straße 1 und Ernst-Thälmann-Straße 17, ehemals Zunkelstraße (benannt nach Gustav Zunkel) und Ludendorff-Straße (benannt nach Erich Ludendorff), nannte man einst Nasse Ecke. In der Zunkelstraße 10 wohnte Gisbert von Einsiedel, der Bruder von Heinrich von Einsiedel. Ein Teil der Häuser der heutigen Friedrich-Naumann-Straße wurde für den Bau des Gauforum Weimar abgerissen. Die Planung sah nach Karina Loos so aus: Beginnend an der Nordfassade des Landesmuseums, die den Endpunkt der Zufahrtsstraße von der Nordautobahn aus bildete und gleichzeitig als Bestandteil des „Gauforums“ galt, sollte der geplante Stadtring nach Südwesten über die verbreiterte einseitig abgerissene Zunkelstraße, heutige Naumannstraße, bis auf den ebenfalls rückgebauten Kreuzungsbereich der Asbachstraße - Döllstedtstraße führen. Der gesamte Bereich südlich der Zunkelstraße bis zum Weimarhallenpark, auch die östliche Asbachstraße, sollte mit einem „Haus der Polizei“ (und SS) und einem „Planetarium“ überbaut werden. Beide stellten straßenbegleitende Blickpunkte dar. In der Zunkelstraße befand sich die von Otto Müller betriebene Nord-Apotheke. In dieser kaufte der SS-Lagerarzt Hans Eisele vom KZ Buchenwald regelmäßig Medikamente ein. Bei den Konversationen zwischen beiden ging es auch um Buchenwald. Eisele hatte in Buchenwald mit Medikamenten Experimente an KZ-Häftlingen gemacht. Die Nord-Apotheke in der Friedrich-Naumann-Straße 2 gibt es übrigens noch heute. Jedoch ist sie an einer  anderen  Stelle,  da die ursprüngliche  1945 durch einen  Bombentreffer völlig  zerstört  wurde. Als Ersatz  für die für das Gauforum abgerissenen Häuser wurde die Ferdinand-Freiligrath-Straße (Weimar) erbaut. Aber auch in der Jakobsvorstadt wurden ganze Straßenzüge abgerissen, die nicht unmittelbar im Bereich des Gauforums gelegen hätten.
Die Friedrich-Naumann-Straße 16 steht unter dem Denkmalsbereich Bertuchstraße,  19a und b und 28 unter dem Denkmalsbereich Asbachstraße auf der Liste der Kulturdenkmale in Weimar (Sachgesamtheiten und Ensembles).